# Eva Notty
Eva Notty (født Shawna Street; 7. juli 1982 i Phoenix, Arizona), er en amerikansk pornoskuespiller.

## Priser og nomineringer
| År   | Pris       | Resultat  | Kategori                   | Værk |
| ---- | ---------- | --------- | -------------------------- | ---- |
| 2014 | The Fannys | Nomineret | Fan Award: Hottest MILF    | N/A  |
| 2014 | The Fannys | Nomineret | Fan Award: Hottest MILF    | N/A  |
| 2015 | AVN Awards | Nomineret | MILF Performer of the Year | N/A  |
| 2016 | AVN Awards | Nomineret | Most Underrated Star       | N/A  |